# Podróż apostolska Franciszka do Armenii
Podróż apostolska Franciszka do Armenii odbyła się w dniach 24 - 26 czerwca 2016 i przebiegała pod hasłem "Wizyta w pierwszym kraju chrześcijańskim".

## Program pielgrzymki
- 24 czerwca 2016

O 9:00 włoskiego czasu Papież wyleciał samolotem z rzymskiego lotniska Fiumicino do Erywania. Samolot z papieżem wylądował na erywańskim lotnisku Zwartnoc o 15:00 miejscowego czasu. 35 minut po wylądowaniu Papież udał się do Eczmiadzynu, na modlitwę do miejscowej katedry. O godzinie 18.00 papież spotkał się w Pałacu Prezydenckim z prezydentem Armenii Serżem Sarkisjanem. Następnie przyjął w tym samym miejscu władze cywilne i korpus dyplomatyczny Armenii. O 19:30 spotkał się z katolikosem Armenii.
- 25 czerwca 2016

O 9:00 papież złożył wizytę w Cicernakaberd. O 10:00 poleciał samolotem do Giumri. O 11:00 na placu Wartanac tego miasta odprawił mszę świętą. O 16:45 złożył wizytę w Katedrze Apostolskiej Armenii, a pół godziny później odwiedził katedrę świętych ormiańskich katolików męczeńskich. O 18:00 Papież powrócił samolotem do Erywania, gdzie godzinę później odprawił ekumeniczne nabożeństwo z modlitwą o pokój.
- 26 czerwca 2016

O 9:15 Papież spotkał się z biskupami w Pałacu Apostolskim w Eczmiadzynie. O 10:00 rozpoczęła się msza w Katedrze Apostolskiej, po której Papież zjadł obiad z katolikosem, biskupami i arcybiskupami Armenii. O 15:50 spotkał się z delegacją i dobroczyńcami Ormiańskiego Kościoła Apostolskiego w Pałacu Apostolskim Armenii. Kwadrans później papież, delegaci i dobroczyńcy podpisali wspólną deklarację. O 17:00 Franciszek złożył wizytę w klasztorze Chor Wirap. O 18:15 odbyła się ceremonia pożegnalna, po której kwadrans później papież odleciał samolotem do Rzymu. O 20:40 papież wylądował na lotnisku w Rzymie.